# HD188251
HD188251 — хімічно пекулярна зоря спектрального класу A4, що має видиму зоряну величину в смузі V приблизно  9,6.
Вона  розташована на відстані близько 1342,2 світлових років від Сонця.